# Дмитро (Григорак)

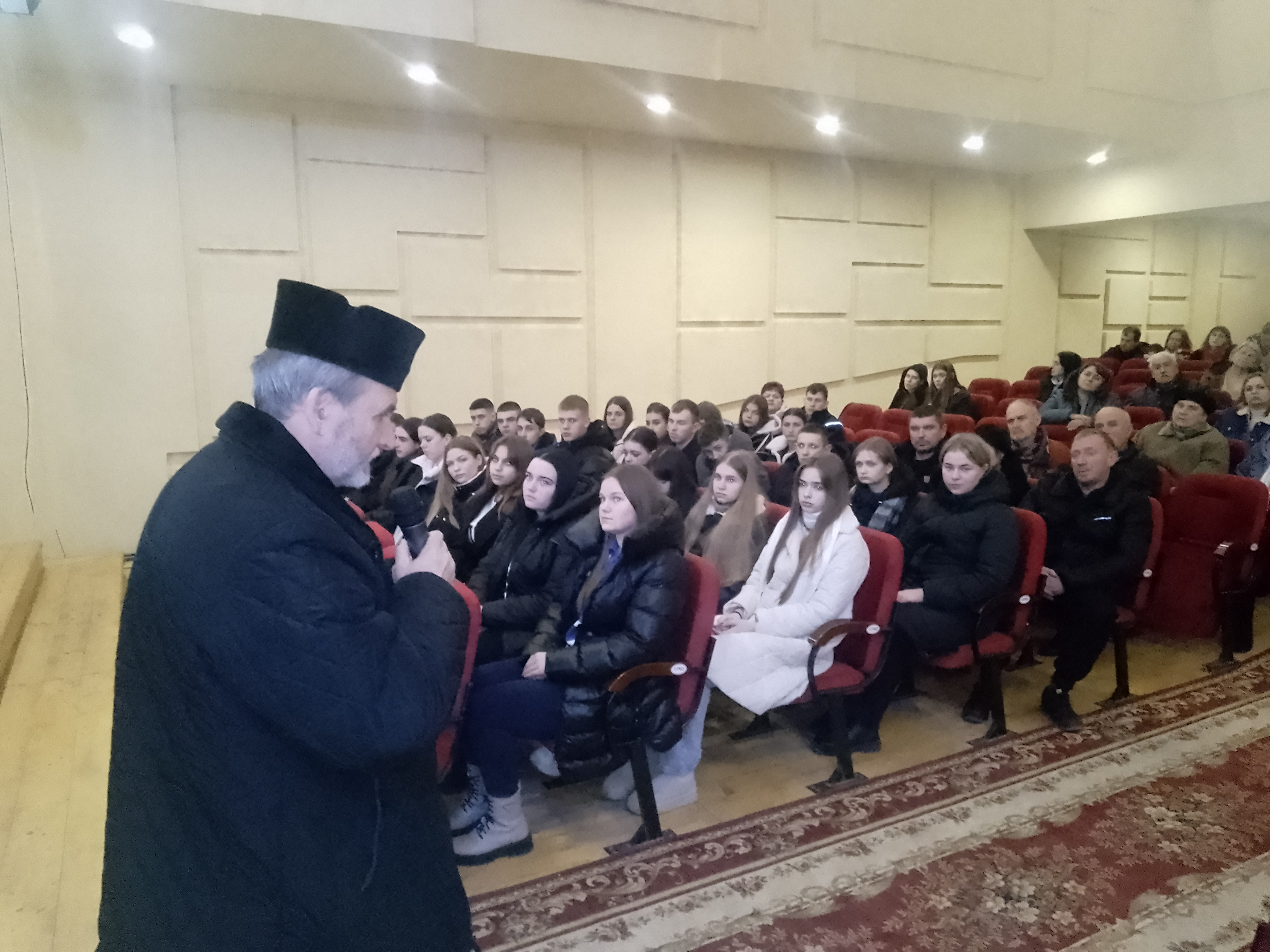
Владика Дмитро Григорак на прем'єрі фільму "Вони дивляться на нас з неба..." в Чорткові

Дмитро́ Григора́к (у світі Богдан Дмитрович Григорак; нар. 1 січня 1956, Станіслав, нині Івано-Франківськ) — єпископ Бучацький Української греко-католицької церкви.

## Життєпис
Народився 1 січня 1956 року в м. Станиславові (радянська назва — Станіслав, нині Івано-Франківськ) у сім'ї Дмитра і Марії з роду Припхан. При хрещенні отримав ім'я Богдан. 
У 1963—1973 рр. здобував повну середню освіту в м. Івано-Франківську. У 1973—1978 роках навчався в Івано-Франківському інституті нафти і газу (нині національний університет), отримавши диплом інженера-механіка. Працював на різних заводах м. Івано-Франківська інженером-конструктором.
14 жовтня 1989 року офіційно вступив до Чину святого Василія Великого. 7 січня 1990 року відбулись облечини в чернечий одяг у монастирській церкві в м. Золочеві. Отримав чернече ім'я Дмитро. Новіціат проходив у Гошеві і Крехові в 1990—1991 рр.
У 1991—1996 рр. навчався в семінарії отців Василіян, а також закінчив Івано-Франківський теологічно-катехитичний духовний інститут.
Дияконські свячення отримав 21 вересня 1992 року, а священничі — 25 жовтня того ж року (святитель — єпископ Івано-Франківський Софрон (Дмитерко)).

Герб вл. Дмитра

Від 1992 до 1998 року виконував служіння в монастирі й на парафії Христа Царя в м. Івано-Франківську. Виконував обов'язки економа і духівника сестер-мироносиць, був настоятелем монастиря ЧСВВ в с. Погоня Тисменицького району. Започаткував капеланське служіння в Івано-Франківській в'язниці, був духівником молодіжної молитовної групи. Проводив місійну працю на Волині, обслуговував парафії у Володимирі-Волинському, Луцьку та інші. Згодом призначений ігуменом монастиря і парохом храму св. Василія Великого у м. Луцьку. Започаткував будівництво комплексу приміщень монастиря і церкви.
28 липня 2007 року Папа Римський Бенедикт XVI призначив ієромонаха Дмитра Григорака Апостольським адміністратором Бучацької єпархії, яка стала вакантною після призначення єпископа Іринея (Білика) каноніком папської базиліки Санта Марія Маджоре.
23 липня 2011 року папа Бенедикт XVI дав згоду на канонічний вибір Синоду Єпископів Української греко-католицької церкви — призначити о. Дмитра Григорака, Апостольського адміністратора Бучацької єпархії УГКЦ «ad nutum Sanctae Sedis», Єпархом Бучацьким.

## Відзнаки
- нагрудний знак «Гордість Тернопілля» (2018) — за вагомий особистий внесок у розвиток духовності, утвердження принципів християнської моралі, історичної справедливості в українському суспільстві[3]